# Muguette Fabris
Pour les articles homonymes, voir Fabris.
 (novembre 2020).
Muguette Fabris, née le 2 juin 1940 à Angoulême, est une enseignante française élue Miss Île-de-France 1962, puis Miss France 1963. Elle est également la 5e dauphine de Miss Monde 1963.

## Biographie

### Enfance et études
Muguette Fabris naît à Angoulême en Charente. Elle passe son enfance à Châtellerault dans la Vienne, où ses parents tiennent une station-service.
Après avoir obtenu son baccalauréat, elle étudie à la faculté de Poitiers. Apres avoir décroché son diplôme elle fait une demande auprès du rectorat pour avoir un poste d'auxiliaire dans un lycée. Elle devient professeur de mathématiques (stagiaire), obtenant son affection à Angoulême.

### Premiers concours de beauté
Elle participe tout d'abord à l'élection de Miss France 1959 sous le titre de Miss Poitou de Châtellerault. La gagnante sera Miss Poitou de Poitiers, Monique Chiron.
Durant l'été 1962, elle est élue Miss Poitou au casino de La Roche-Posay. À Paris, où vit sa tante, elle décroche le titre de Miss Île-de-France.

## Miss France

### Élection
L'élection de Miss France 1963 se déroule le 31 décembre 1962 au Grand-Théâtre, à Bordeaux. Muguette Fabris, qui porte l'écharpe de Miss Île-de-France, est élue devant 17 autres candidates. Elle a 22 ans. Ses mensurations sont 90-50-90 ; elle mesure 1,69 mètre pour 54 kilos. Elle est professeur stagiaire de mathématiques au lycée Marguerite-de-Valois à Angoulême en Charente. Elle est surnommée « Cléopâtre » par certains, qui lui trouvent une ressemblance avec la dernière reine d’Égypte, tandis que la presse la compare à l'actrice Sophia Loren.[réf. souhaitée]

### Année de Miss France
Elle reprend les cours le 4 janvier 1963, après les vacances de Noël pendant lesquelles elle a été sacrée Miss France. La directrice de l'établissement, qui « craint des perturbations en classe » déclare que « lorsque l'on enseigne les mathématiques, on n'emploie pas ses loisirs à courir les prix de beautés mais à  faire des intégrales ». La professeure élue Miss France reçoit une boîte de chocolats de ses élèves de cinquième, qui l'acclament avec un « Vive notre Miss France » écrit sur le tableau noir. Elle sera honorée par le maire. Elle  fait la une du numéro 719 de Paris Match du 19 janvier 1963. Muguette Fabris y pose devant un tableau rempli de formules mathématiques, tandis que le magazine écrit comme sous-titre « Trop belle pour être prof ? ».[réf. souhaitée]
À la rentrée se suivante, elle est mutée au lycée Guy-Chauvet de Loudun dans la Vienne[réf. souhaitée].
Le 7 novembre 1963, elle représente la France au concours Miss Monde qui se déroule au Lyceum Theatre de Londres. Elle sera élue 5e dauphine de Miss Monde, la Jamaïquaine Carole Crawford.

## L'après Miss France
Muguette Fabris poursuit sa carrière dans l'enseignement jusqu'à sa retraite. Elle part s'installer dans le Gers en 2001 puis sur le bassin d'Arcachon[réf. nécessaire]. 
En novembre 2020, elle participe, à l'initiative de la directrice générale de la Société Miss France Sylvie Tellier, à la photo célébrant les 100 ans du concours Miss France[réf. souhaitée].
Le 19 décembre 2020, elle fait partie du jury de l'élection de Miss France 2021[réf. souhaitée], composé d'anciennes Miss France et présidé par Iris Mittenaere, Miss France et Miss Univers 2016. L'élection se déroule au Puy du Fou et est retransmise en direct sur TF1.